# Банкельс, Росио
Мария дель Росио Банкельс Нуньес, исп. Maria del Rocio Banquells Nuñez, 22 июня 1958, Монтеррей, Нуэво-Леон, Мексика) — известная мексиканская актриса и певица.

## Биография
Родилась 22 июня 1958 года в семье актёров Рафаэля Банкельса-старшего и Дины де Марко. У семьи Рафаэля Банкельса-старшего четыре сына — Хосе Мануэль, Мари Мира, Ариадне и Рафаэль-младший (последний стал актёром и вторым режиссёром — Мачеха). Также у неё есть сестра от предыдущего брака отца с актрисой Сильвией Пиналь, Сильвия Паскуаль. В детстве получила музыкальное образование и стала ученицей Джузеппе Ди Стефано.

### Карьера

#### Театр
В возрасте 12 лет приняла участие в театральной постановке, режиссёром которой был её отец, позже приняла участие вместе с отцом ещё в двух постановках. Всего сыграла во многих театральных постановках.

#### Кино и телесериалы
В мексиканском кино дебютирует в 1972 году и вскоре становится звездой телесериалов. Настоящий успех к актрисе приходит в 1979 году, когда её и отца приглашает Валентин Пимштейн в культовую теленовеллу Богатые тоже плачут, где Рафаэль сыграл роль Падре Адриана и одновременно с этим является 2-м режиссёром, его дочь сыграла отрицательную роль Эстер. После выхода сериала на экраны, отец и дочь стали известными на всю Латинскую Америку, Бразилию, Испанию, Италию, позже — на всю РФ и страны СНГ. В 1996 году актриса переходит на телекомпанию TV Azteca, но вскоре вернулась обратно на Televisa.

#### Эстрада
Имеет голоса меццо-сопрано и сопрано и выступает в различных жанрах — оперетта, поп и рок-музыка. Сегодня благодаря своему яркому голосу по-прежнему делает успехи не только в кинематографе, но также и на эстраде. Всего выпустила 15 альбомов, 1 сборник, 3 саундтрека и 4 прочих музыкальных композиций.

## Личная жизнь
Была замужем два раза. Первый брак был с Педро Мендесом, который просуществовал с 1979 по 1984 год. От этого брака у актрисы дочь Памела. Второй брак был с бизнесменом Хорхе Берланга, который просуществовал с 1985 по 2005 год. От этого брака у актрисы сын Хорхе.

## Фильмография

### Мексика

#### Сериалы

##### Свыше 2-х сезонов
- 2008—10 — Женщины-убийцы — Элена

##### Televisa
- 1973 — Помощницы Бога — Валерия
- 1974 — Злоумышленница
- 1975 — Нарасхват — Пилар
- 1976 — Моя маленькая сестра — Моника
- 1978 — Воровка — Ильда
- 1979 — Богатые тоже плачут — Эстер Исагирре (дубл. Людмила Ильина)
- 1983 — Хищница — Бренда
- 1982 — Бьянка Видаль — Моника
- 2008—2009 — Осторожно с ангелом — Исабела (в титрах не указана)
- 2010—2011 — Когда я влюблён — Хосефина «Фина» Альварес Мартинес
- 2013 — Непокорное сердце — Сарола
- 2016 — Дорога к судьбе — Лупе

##### TV Azteca
- 1996 — Я не перестану любить тебя — Виолетта Лариос

### США

#### Телесериалы
- 2002—12 — Дон Франсиско представляет

## Театральные работы
- 1983 — Иисус Христос суперзвезда
- 2007 — Красавица и чудовище
- 2009 — Mamma Mia!
- 2014 — Кошки

## Награды и премии
Росио Банкельс была номинирована 9 раз на различные премии, из которых в 8 раз она одержала победу.

### TVyNovelas
| Год  | Категория                 | Телесериал      | Итоги    |
| ---- | ------------------------- | --------------- | -------- |
| 1984 | Лучшая злодейка           | Бьянка Видаль   | ПОБЕДИЛА |
| 1988 | Лучшая певица             | -----------     | ПОБЕДИЛА |
| 2011 | Лучшая отрицательная роль | Когда я влюблён | ПОБЕДИЛА |

### ПремияPeople en Español
| Год  | Категория       | Персона        | Итоги     |
| ---- | --------------- | -------------- | --------- |
| 2011 | Лучшая злодейка | Росио Банкельс | ПРОИГРАЛА |

### ACE
| Год  | Категория                     | Итоги    |
| ---- | ----------------------------- | -------- |
| 1988 | Переводчик музыкальных ритмов | ПОБЕДИЛА |
| 1991 | Лучший альбом года            | ПОБЕДИЛА |
| 1993 | Лучший исполнитель            | ПОБЕДИЛА |
| 1993 | Лучшее музыкальное видео      | ПОБЕДИЛА |

### ПремияCalifa de Oro
| Год  | Категория             | Сериал  | Итоги    |
| ---- | --------------------- | ------- | -------- |
| 2007 | Лучший результат года | Страсть | ПОБЕДИЛА |